# Şahin Giray
Şahin Giray (Edirne, 1745 – Rodi, 1787) è stato l'ultimo khan di Crimea, al potere tra il 1777 ed il 1782.

## Biografia
Nato ad Edirne nel 1745 da Ahmed Giray, quartogenito del khan Devlet II Giray, studiò a Venezia ed in Grecia. Grazie a questi viaggi all'estero Şahin Giray apprese, oltre alla lingua tatara di Crimea, l'italiano, il turco ottomano ed il greco. Nel 1765 lo zio Qırım Giray, khan di Crimea, lo richiamò in patria per guidare l'Orda Nogai. Nel 1770, una volta sconfitti i Turchi, l'Impero russo cercò di stringere un'alleanza con il khanato crimeano. La proposta venne rigettata e pertanto le forze russe attaccarono e costrinsero i Giray a chiedere la pace.
Nel 1775 Şahin Giray, di posizioni filo-russe, si ribellò a suo zio il khan Devlet, anch'egli in passato vicino ai Russi ma che guardava con sempre maggior interesse verso l'Impero ottomano. Il 14 marzo 1777 Şahin Giray venne proclamato khan a Bachčisaraj. Una volta alla guida del khanato, egli diede il via ad una serie di politiche di modernizzazione non solo delle infrastrutture e dell'economia, ma anche dei costumi della corte, che vennero occidentalizzati. Sempre nell'ottica di queste politiche riformatrici la capitale del khanato venne trasferita da Bachčisaraj a Caffa. Già nel primo anno di regno Şahin Giray dovette affrontare le mire degli stessi membri della sua famiglia, appoggiati dai Turchi, sul suo fragile trono. Un corpo di spedizione turco era infatti sbarcato a Gözleve con l'intento di rovesciare il khan e di sostituirlo con Bakht Giray, figlio di Qırım Giray. Nel dicembre 1777, grazie all'intervento dell'esercito russo, Şahin Giray poté sia sconfiggere i suoi nemici sia conservare il suo trono.
L'anno seguente gli Ottomani cercarono nuovamente di estrometterlo dal potere e di sostituirlo con un altro Giray, Selim III. Nonostante avesse ottenuto il riconoscimento della Sublime Porta, Selim uscì sconfitto nello scontro finale con Şahin. Il 31 agosto, in virtù di un accordo siglato tra Istanbul e San Pietroburgo, Şahin Giray venne ufficialmente riconosciuto khan di Crimea dai Turchi in cambio del ritiro dell'esercito russo dalla penisola.
Nel 1782 una rivolta della nobiltà tatara rovesciò Şahin Giray, che si rifugiò a Kerč', e pose alla guida del khanato Bahadır II Giray. Anche in questo caso la rivolta venne domata dall'esercito russo, guidato dal generale Grigorij Aleksandrovič Potëmkin, e Şahin Giray si riconciliò con i membri ribelli della sua famiglia tornando alla guida dei Tatari di Crimea. Tuttavia, consapevoli della debolezza del Khan e sempre più interessati a aprirsi alle rotte del Mar Nero, i Russi decisero nel 1783 di annettere definitivamente il Khanato di Crimea al loro impero. Privato così del suo trono Şahin Giray visse dapprima a Voronež e poi a San Pietroburgo dove fu rinchiuso agli arresti domiciliari. Nel 1787, in accordo con le autorità russe ed ottomane si trasferì nella sua città natale Adrianopoli. L'anno seguente, temendo una sua possibile ascesa al trono ottomano, gli uomini fedeli al sultano lo deportarono a Rodi dove venne poi giustiziato.